# Ōkami-san
Ookami-san (オオカミさん) é o título de uma série de light novels escritas por Masashi Okita e ilustradas por Unaji. A série iniciou com o lançamento do primeiro volume em 10 de Agosto de 2006, intitulado Ookami-san e seus sete companheiros (オオカミさんと七人の仲間たち, Ookami-san to Shichinin no Nakamatachi), e até Janeiro de 2010 possuía dez volumes publicados. A série está sendo publicada pela Dengeki Bunko, um selo de impressão filial da editora ASCII Media Works. Uma adaptação em mangá de autoria de Kurumi Suzushiro começou a ser publicada na revista de mangás shounen Dengeki Daiô em 27 de Fevereiro de 2010. O grupo J.C. Staff produziu uma adaptação da obra em anime, a série animada possui 12 episódios e foi ao ar no Japão de 1 de Julho de 2010 a 16 de Setembro de 2010.[carece de fontes?]

## Enredo
A história é uma comédia romântica que se passa na cidade fictícia Otogibana e gira em torno de Ryouko Ookami (Conhecida como Ookami-san), uma estudante do Colégio Otogi e membro do "Banco Otogi", uma instituição de troca de favores. O enredo principal é focado no relação de Ryouko e Morino, um colega de classe que se diz apaixonado pela protagonista, porém, o Banco Otogi possui vários membros com histórias e passados distintos, os quais são apresentados ao decorrer das novels. A maioria dos personagens são baseados em diversas criaturas e personagens de lendas e fábulas, do Japão e de diversos países, a própria protagonista representando o Lobo (Ookami significa, literalmente, "Lobo") que aparece em fábulas como Chapeuzinho Vermelho e Os Três Porquinhos.

## Personagens
Vários personagens são apresentados ao decorrer dos volumes das light novels, abaixo serão listados apenas os que fizeram aparição no anime, mesmo que de forma curta e sem ter a história citada.

### Personagens principais
Ryouko Ookami (大神 涼子, Ōkami Ryōko)
Personagem principal e título da série, é uma garota com ar de delinquente e que trabalho duro para se tornar forte e não precisar da ajuda de ninguém. Ela não se incomoda com a imagem amedrontadora que possui e até mesmo faz o possível para continuar mantendo essa imagem. Apesar disso, alguns poucos (como Morino e Ringo) percebem que ela não é como aparenta ser. No passado ela foi vítima de tentativa de estupro, o que mudou completamente sua personalidade, fazendo-a esconder sua docilidade, substituindo-a pela imagem de delinquente que possui. Ela é baseada no Lobo Mau dos contos-de-fada.
Ryoushi Morino (森野 亮士, Morino Ryōshi)
Morino é neto de um caçador que foi criado no norte do Japão, ele possui escopofobia e é extremamente tímido. Ele possui um amor não correspondido por Ryouko, e logo no início da série declara esse amor, porém é rejeitado imediatamente após "elogiar" Ryouko e não ter tempo de se justificar. Mesmo rejeitado, ele insisti no amor que possui por Ryouko. Após sua declaração chegar aos ouvidos de Akai Ringo, ela acaba conseguindo recrutar Morino para o Banco, juntando assim Ryouko e Morino. Morino passa então a tentar superar seus medos e tornar-se um homem forte e um escudo para Ryouko, para que um dia ela possa gostar dele. Pouco se sabe do passado de Morino, além de fato de ser neto de um caçador. Ele é baseado no caçador da fábula da Chapeuzinho Vermelho, e em certos pontos suas habilidades de caça são reveladas como super avançadas.
Ringo Akai (赤井 林檎, Akai Ringo)
Akai Ringo é a melhor amiga de Ryouko desde o começo da série, ela é aparentemente muito mais nova que todas suas colegas de classe, por ter um corpo não-desenvolvido fisicamente, e ser bem mais baixa que as demais, ela mantém uma imagem inocente de lolita, porém é tão velha quanto as colegas e sua inocência é apenas fingimento. Ela tem um zelo muito grande por Ryouko e é muito próxima a ela, podendo até mesmo provocá-la de formas que ninguém mais teria coragem. Ela é a responsável por criar a situação que leva Morino a ser parte do Banco Otogi, pois tem interesse em ver Morino próxima de Ryouko. Em certo ponto da série (Episódio 05) ela cita que teria interesse em ver Ryouko descobrindo os prazeres do amor entre pessoas do mesmo sexo, criando uma suspeita sobre seus interesses quanto a amiga. Ela é meio-irmã por parte de pai de Shirayuki Hime, e após o pai delas trocar a mãe de Shirayuki pela mãe de Ringo, Ringo passou a culpar-se e sentir-se mal por pensar ter tirado o pai e da irmã. Ringo é ruiva, sempre anda com uma cesta, e seu uniforme modificado é uma capa vermelha. Ela é baseada na Chapeuzinho Vermelho.

### Membros do Banco Otogi
Liszt Kiriki (桐木 リスト, Kiriki Risuto)
Liszt é o presidente do Banco Otogi, ele consegue o dinheiro e os produtos necessários para mantê-lo. Sua habilidade consiste em conseguir se disfarçar perfeitamente para coletar informações. Juntamente com sua prima Alice, ele controla os favores que precisam cobrar, apesar de não gostar trabalhar e preferir ficar a toa, deixando a maioria do trabalho para a sua prima. Ele é baseado na cigarra, da fábula A Cigarra e a Formiga.
Alice Kiriki (桐木 アリス, Kiriki Arisu)
Alice é a secretária de Lizt, ela tem um ar sério, diferente do primo, e está sempre trabalhando. Juntos eles criam as estratégias e controlam todas as ações dos membros do Banco. Informalmente e em momentos nos quais não há ninguém a ouvindo, ela chama Liszt de "Ri-kun", causando espanto até mesmo da Narradora, por ir de encontro com sua personalidade forte. Ela é baseada na Formiga, da fábula A Cigarra e a Formiga.
Otsuu Tsurugaya (鶴ヶ谷 おつう, Tsurugaya Otsuu)
Otsuu é vista sempre vestida com roupa de "Maid" e fazendo afazeres domésticos no Banco. Devido ao seu passado, ela tem obsessão em retornar favores, o que, eventualmente, torna-se um inconveniente para seus companheiros. Sua obsessão surgiu devido a um trauma de infância, no qual perdeu um amigo que a salvou de um acidente, e ela nunca foi capaz de agradecê-lo. Ela é baseada na garça da lenda japonesa "Tsuru no Ongaeshi." 
Tarou Urashima (浦島 太郎, Urashima Tarō)
Urashima Tarou é o último representante masculino do Banco Otogi, ele tem aversão completa a homens, e paixão incondicional a todas as mulheres, sem exceções. Ele é visto constantemente fugindo de Otohime, e é implicado que possuem uma relação muito íntima. Após ser pego por Otohime, e arrastado para algum cômodo fora da visão de todos, ele sempre retorna em "Modo Cavalheiro", por ter, segundo a narradora, "várias coisas extraídas" dele por Otohime. Sua relação com Otohime e Mimi iniciou-se ainda no Ensino Fundamental, quando deu incentivo moral a Otohime, que era feia, obesa e sofria bullying. Ele é baseado na lenda de Urashima Taro.
Otohime Ryuuguu (竜宮 乙姫, Ryuuguu Otohime)
Otohime Ryuuguu possui um passado com Urashima Tarou e Mimi Usami. Ela fica a maior parte do tempo perseguindo Urashima Tarou e se irritando com ele por dar em cima de toda garota que vê, mesmo na presença dela. Sua paixão obsessiva por Tarou começou quando, no ensino fundamental, ele a elogiou, ao contrário de toda a classe abusava dela. Após esse acontecimento, Otohime mudou sua auto-estima e começou a cuidar de si mesma, para tornar-se bonita e atender as expectativas de Tarou. Ela é baseada na tartaruga de mesmo nome da lenda de Urashima Tarou.
Majolica le Fay (マジョーリカ・ル・フェイ, Majōrika Ru Fei)
Majolica, conhecida como Majo, ou Majo-chan, é uma "cientista maluca" loira, que cria a maior parte dos acessórios usados pelos membros do Banco, principalmente os de Ryouko e Ryoushi. Ela sempre se veste como uma bruxa, com uma grande capa e um enorme chapéu preto, e além disso possui um óculos espiralado. Todos esses acessórios acabam por esconder seus olhos, boa parte do rosto e seu penteado, só é possível ver seu rosto em pequenas aparições na abertura, e no meio da série quando ela retira todos os acessórios, revelando-se ser de grande beleza. Porém, apesar de óbvia, nenhum companheiro parece notar a diferença. Ela é baseada na Fada Morgana das histórias do Rei Arthur.

## Colégio Otogi
Momoko Kibitsu (吉備津 桃子, Kibitsu Momoko)
Momoko é a membro do Comitê Disciplinar do Colégio Otogi, é bissexual e demonstra claramente sua atração por Ryouko, a ponto de Ryouko ter de pedir ajuda a terceiros para não ser vista por Momoko. Após saber da relação entre Ryoushi e Ryouko, Momoko se oferece, de forma sexualmente sugestiva, a se juntar aos dois. Ela possui grandes seios, os quais são admirados pelos garotos, e as garante seguidores, entre eles Urashima Tarou. Ela convoca o Banco Otogi para uma "caça aos demônios" no Colégio Onigashima (Oni significa demônio), juntamente com seus três companheiros, que possuem nomes e aparência baseados em um cachorro, um macaco e um faisão. Ela é baseada em Momotarō, lenda de um garoto nascido de um pessego que caça demônios em uma ilha com três companheiros, um cachorro, um macaco e um faisão.
Mimi Usami (宇佐見 美々, Usami Mimi)
Mimi, semelhante a Akai Ringo, possui aspectos de lolita, mas é madura e cruel. Ela reencontra Tarou e Otohime por acaso no colégio ao ser atingida por Tarou, que tentava escapar de Otohime. Logo no reencontro elas recomeçam antigas intrigas, as levando a entrar para um concurso de beleza do colégio para competirem. O concurso acaba sendo manipulado pelo banco Otogi e ela não recebe nenhum voto. Além disso, ao decorrer do concurso ela ganha mais uma rival, Akai Ringo. Elas não se dão bem por uma criticar o jeito loli mas com interior maléfico que a outra possui, e por possuírem apelos tão semelhantes, acabam se tornando aqui-rivais. Semanas após o evento, membros do colégio Onigashima a induzem a trazer Otohime a um local distante para ser capturda, ela não consegue levar Otohime por esta estar ausente, mas consegue convencer Alice a segui-la, porém, no momento da captura, ela percebe que se tratava de uma cilada mais séria e perigosa do que imaginava, e ao notar Alice perceber ter sido traída por ela, Mimi se arrepende de cria uma rota de fuga para ambas, que conseguem escapar da cilada. Mais tarde ela junta-se aos membros do Banco Otogi que foram ajudar Momoko e Ryoushi contra os alunos de Onigashima e acaba encerrando suas intrigas com ambas Akai Ringo e Otohime, e sendo perdoada por Alice. Ela representa a lebre da fábula A Lebre e a Tartaruga.
Shirayuki Himeno (白雪 姫乃, Shirayuki Himeno)
Ami Jizou (地蔵 亜美, Jizō Ami)
Ami é uma pequena garota tímida que se apaixona por Jin Hanasaki, um aluno do segundo ano membro do time de basebol, após esse oferecer-lhe um guarda-chuva. Por ser muito tímida e ter dificuldades de se expressar, ela acaba por perseguir Jin, agindo como uma stalker. Além disso, ela faz visitas secretas a casa dele, preparando comida e arrumando-a. Após ser descoberta ela faz um pedido ao Banco Otogi para ser ajudada a ter um encontro com ele, para conseguir confessar seus sentimentos. O encontro é então marcado, e Ryoushi e Ryouko formam um outro casal, para sairem em um "Encontro Duplo". O encontro não sai como o planejado, Ryoushi e Ryouko acabam se separando de Ami e Jin, mas ainda assim Ami e Jin começam um namoro. Ela é baseada nas divindades da lenda de Kazajizou 
Hanasaki Jin (花咲, Hanazaki Jin)
Jin é um garoto alto, forte e de aparência séria. Ele é primeiramente apresentado ao buscar ajuda do banco Otogi, pedindo ajuda para desvendar quem invadia seu apartamento, arrumava-o e preparava comido. Após descoberta a invasora era Ami Jizou, ele aceita participar de um encontro com ela. Mesmo aparentando não terem afinidade e não conseguirem nem mesmo inicar uma conversa, o encontro termina em um relacionamento oficial entre os dois.
Saburō Nekomiya (猫宮 三郎, Nekomiya Saburō)
Nekomiya é um estudante do segundo ano do Colégio Otogi, ele faz sua primeira aparição em uma das lembranças de Ookami-san e Ringo, quando ambas ainda estavam no ensino médio. Nesta primeira aparição Nekomiya é salvo por Ryouko e foge a deixando ser espancada por um grupo de colegiais. Ele então se arrepende de tê-la deixado e decide tornar-se mais forte para um dia retribuir o favor. Em sua segunda aparição ele começa a retribuir o favor, ajudando Ryoushi a tornar-se mais forte, pois ele sabia que Ryoushi tinha como desejo proteger Ryouko. Em seguida ele ajuda o Banco Otogui e o grupo de Momoko a invadir o Colégio Onigashima. Ele possui várias características que lembram um gato, como a forma de falar (Usando "Nya" em algumas sentenças), o rosto e o cabelo. Ele é baseado no Gato de Botas.
Himura Machiko (火村 真知子, Himura Machiko)
Himura é uma garota pobre que vive com o pai, ela faz diversos trabalhos, como entregar jornais, para ajudar seu pai a pagar empréstimos que ele fez com agiotas. Ela confunde Morino com um rico jovem, e tenta se aproxima dele, para conseguir o dinheiro que precisa para sair da extrema pobreza pela qual passa (Em sua casa não há nem mesmo energia elétrica). Durante um encontro, Machiko se separa repentinamente e propositalmente de Morino, ao perceber os agiotas indo a seu encontro. Morino continua a observando e a salva dos agiotas. Mais tarde ela conta toda a verdade a Morino, que toma providências. No mesmo momento os agiotas voltam com reforços, e Morino os enfrenta, com a ajuda de Akai e Ryouko que estavam os seguindo em segredo o tempo todo. Lizt paga as dívidas do pai de Machiko, e Morino consegue um quarta para ela na pensão de Yukihime. Machiko é baseada no trágico conto Dinamarquês "A Pequena Vendedora de Fósforos".
Ranpu Aragami (荒神 洋燈, Aragami Ranpu)
Aragami é o diretor do Colégio Otogi e dono das organizações Aragami, principal organização da Cidade Otogibana. Ele frequentemente realiza desejos dos membros do Banco Otogi, em troca de certos "serviços", sempre relacionados a agrados das garotas do Banco. Além disso, ele realiza três desejos a todos que completarem o tempo de serviço dentro do Banco. A narradora se refere a ele como "Velho pervertido". Ele é baseado no gênio da lâmpada, da história de Alladin
Haibara Kakari (灰原 かかり, Kakari Haibara)
Akihiro Ooji (大路 明弘, Oji Akihiro)
Inuzuka (犬塚, Inuzuka)
Saruwatari (猿渡, Saruwatari)
Shitakiri Suzume (下桐 すずめ, Suzume Shitakiri)
Shiratori Mahiru (白鳥 真昼, Mahiru Shiratori)

## Pensão Okashii
Murano Yukime (村野 雪女, Yukime Murano)
Tia de Ryoushi Morino, é uma escritora de sucesso que atende por Yuki-Sensei, apesar de escrever livros de romance tem uma aparência e personalidade completamente o oposto de seus livros. Ryouko é uma grade fã sua, mas esconde seus livros por vergonha, Ringo até a compara com um garoto que esconde suas revistas pornográficas. É dona de uma pensão.
Murano Wakato (村野 若人, Wakato Murano)
Marido de Yukime, cozinha na pensão.
Hensel & Gretel (ヘンゼル & グレーテル, Henzeru & Gretēru)

## Colégio Onigashima
Shirō Hitsujikai (羊飼 士狼, Hitsujikai Shirō)
Mikuni Reiko (三国 麗狐, Reiko Mikuni)

## Outros
Kumada (熊田, Kumada)
Elizabeth & Françoise (エリザベス&フランソワ, Erizabesu & Furansowa)
Nezumi Chiyuutarou (根角 忠太郎, Chiyutaro Nezumi)
Hamel (ハーメル, Hameru)
Narrador